# Elek Benedek
Elek Benedek (Kisbacon, 30 settembre 1859 – Kisbacon, 17 agosto 1929) è stato uno scrittore, giornalista e pubblicista ungherese.

## Biografia
Elek Benedek nacque a Kisbacon il 30 settembre 1859, figlio di Benedek János Huszár e di Benedek Marczella; il nonno di suo padre era un ussaro.
Nel 1665, Mihály Benedek e i suoi figli ricevettero uno stemma nobiliare dal principe. Questo nobile passaporto, come raccontato da Elek Benedek nella Mia dolce madre terra, andò perduto, causando qualche inconveniente alla famiglia.
Elek Benedek iniziò la sua carriera scolastica con la scuola elementare a Kisbacon. All'età di otto anni, entrò nel collegio di Odorheiu Secuiesc, e dopo otto anni si diplomò.
Tra il 1877 e il 1881 frequentò la facoltà di Lettere e Filosofia dell'Università di Budapest, avvicinandosi contemporaneamente al giornalismo.
Elek Benedek dal 1881 collaborò con il Giornale di Budapest e si sposò nel 1884 con Máriát Fischer.
Nel 1885 pubblicò il suo primo libro significativo, Székely Tündérországot.
Dal 1886 fu redattore del Foglio della parola letteraria e l'anno seguente iniziò la sua breve carriera politica aderendo al Partito Liberale di Kálmán Tisza. Nel suo primo discorso alla Camera dei rappresentanti, parlò della non buona situazione della letteratura per i bambini ungheresi e dell'editoria.
Nel 1889 fondò, insieme a Lajos Pósa, la prima rivista letteraria ungherese per i giovani, Az Én Újságom (La mia rivista).
Dopo il trattato del Trianon, che trasferì la sovranità sulla Transilvania in Romania, tornò nel suo villaggio natale, Kisbacon, dove curò la rivista per ragazzi Cimbora (Amico) fino alla sua morte.
Iniziò la sua carriera letteraria come raccoglitore ed editore della poesia popolare ungherese, gli székely della Transilvania, la sua grande passione alla quale dedicò tutta la sua esistenza.
Distintosi soprattutto come il rappresentante più significativo della letteratura per ragazzi, oltre a lavori originali ridusse in prosa per i ragazzi i capolavori della poesia epica ungherese; raccolse in cinque volumi Il tesoro delle favole e delle saghe ungheresi (1896) e in tre volumi Le favole più belle del mondo (1913).
Le sue favole e i suoi racconti storici o leggende nazionali risultarono di ispirazione popolare, talvolta idealizzati, idillici, e presentarono sempre un intento moraleggiante.
Intere generazioni sono cresciute alla lettura delle sue opere, tra cui si può menzionare La vita dei grandi ungheresi (1910), in tredici volumi.
Di lui è tradotto in italiano un libro antologico intitolato Le bestie raccontano (1934).
Tradusse le favole dei fratelli Grimm (1904) e Reineke Fuchs di Johann Wolfgang von Goethe (1925).

## Opere
- Il tesoro delle favole e delle saghe ungheresi (1896);
- La vita dei grandi ungheresi (1910);
- Le favole più belle del mondo (1913);
- Le bestie raccontano (1934).

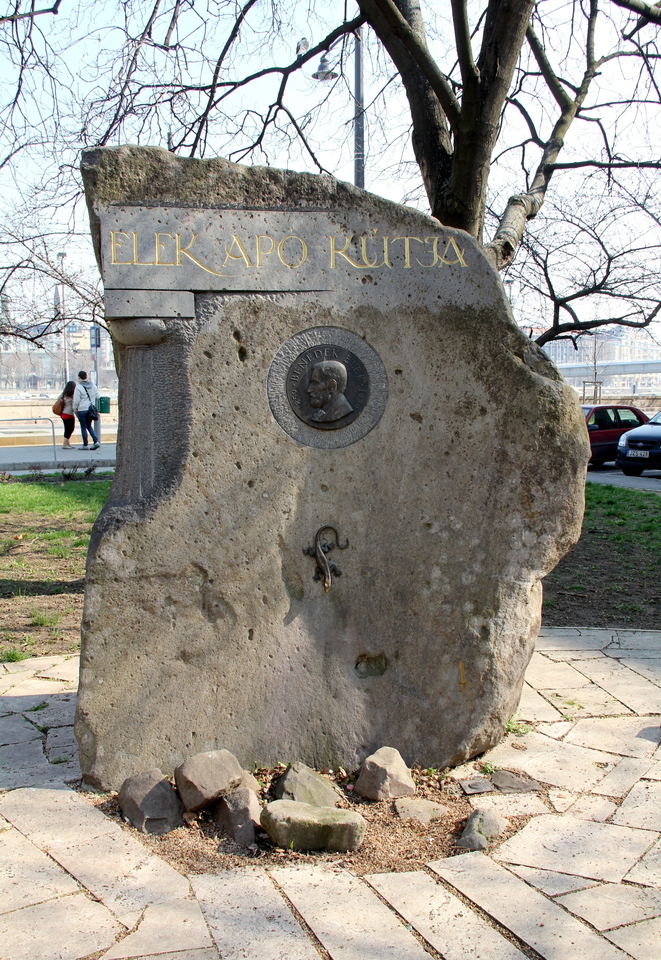
Monumento dedicato a Benedek a Budapest
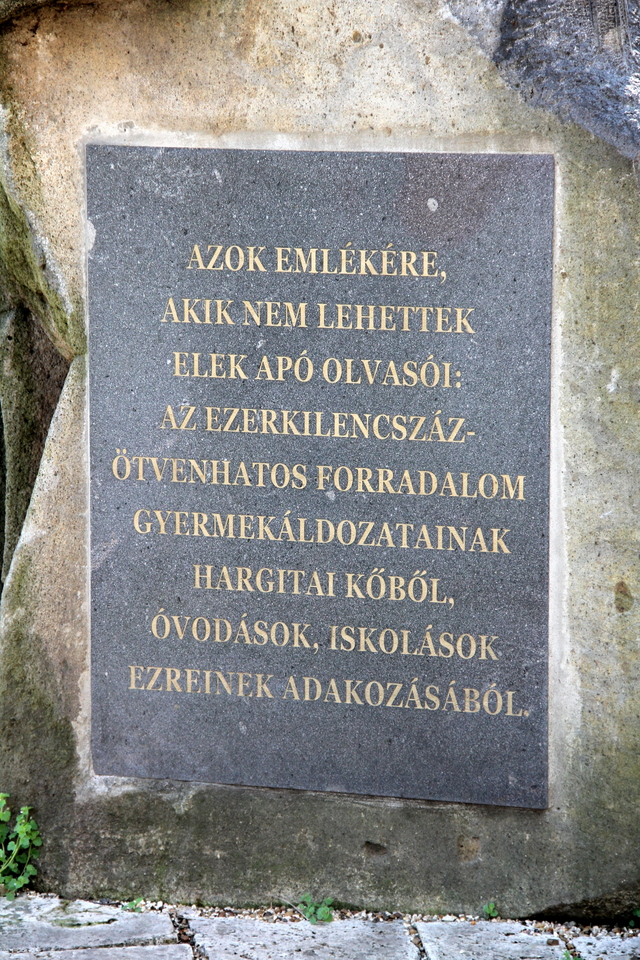
Targa commemorativa a Budapest
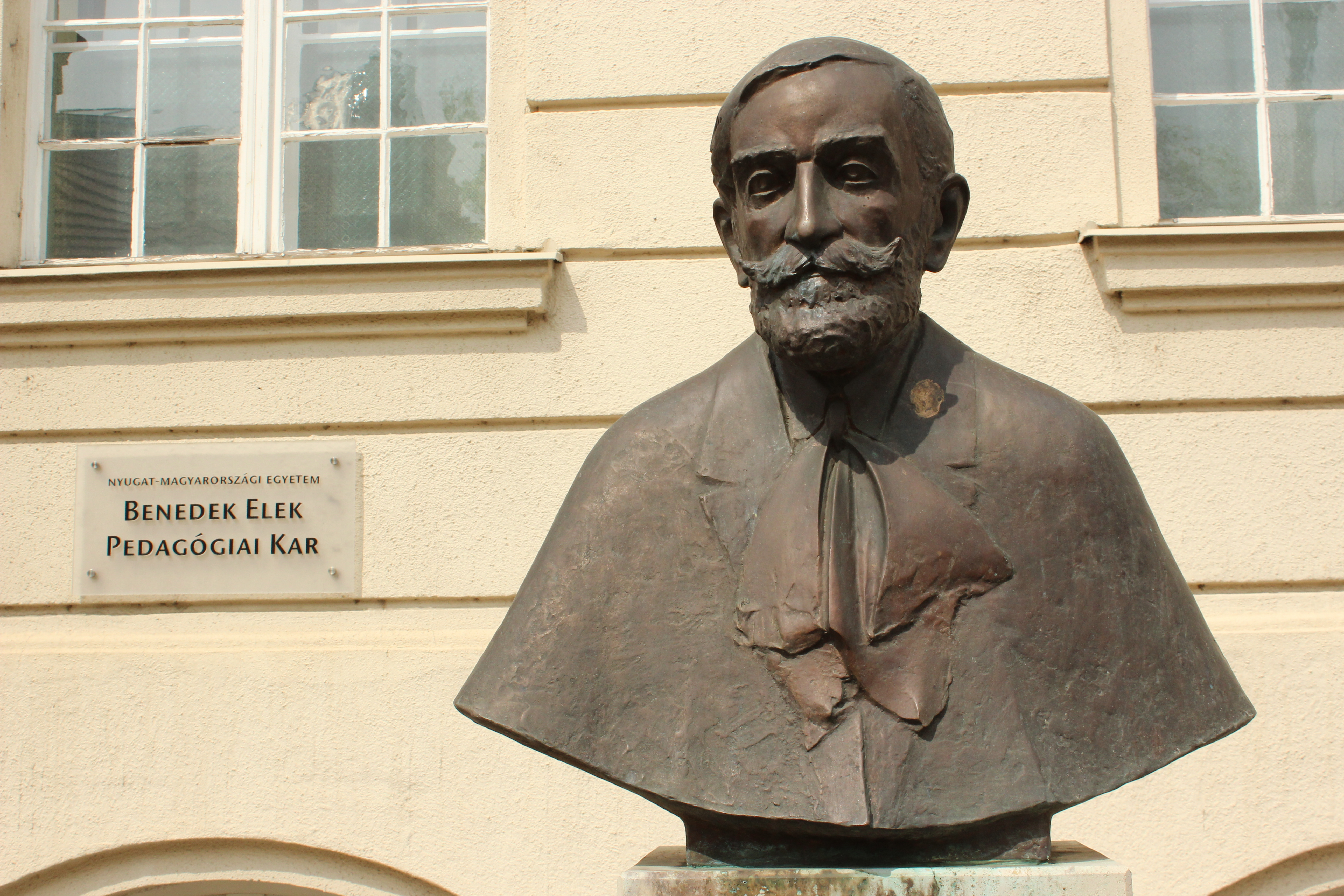
Busto dedicato a Benedek a Sopron